# Hypostomus
Hypostomus is een geslacht van straalvinnige vissen uit de familie van harnasmeervallen (Loricariidae).

## Soorten
- Hypostomus affinis (Steindachner, 1877)
- Hypostomus agna (Miranda-Ribeiro, 1907)
- Hypostomus alatus Castelnau, 1855
- Hypostomus albopunctatus (Regan, 1908)
- Hypostomus ancistroides (Ihering, 1911)
- Hypostomus angipinnatus (Leege, 1922)
- Hypostomus argus (Fowler, 1943)
- Hypostomus asperatus (Castelnau, 1855)
- Hypostomus aspilogaster (Cope, 1894)
- Hypostomus atropinnis (Eigenmann & Eigenmann, 1890)
- Hypostomus auroguttatus Kner, 1854
- Hypostomus bolivianus (Pearson, 1924)
- Hypostomus borellii (Boulenger, 1897)
- Hypostomus boulengeri (Eigenmann & Kennedy, 1903)
- Hypostomus brevicauda (Günther, 1864)
- Hypostomus brevis (Nichols, 1919)
- Hypostomus carinatus (Steindachner, 1881)
- Hypostomus carvalhoi (Miranda-Ribeiro, 1937)
- Hypostomus chrysostiktos Birindelli, Zanata & Lima, 2007
- Hypostomus cochliodon Kner, 1854
- Hypostomus commersoni Valenciennes, 1836
- Hypostomus commersonoides (Marini, Nichols & La Monte, 1933)
- Hypostomus coppenamensis Boeseman, 1969
- Hypostomus corantijni Boeseman, 1968
- Hypostomus cordovae (Günther, 1880)
- Hypostomus crassicauda Boeseman, 1968
- Hypostomus denticulatus Zawadzki, Weber & Pavanelli, 2008
- Hypostomus derbyi (Haseman, 1911)
- Hypostomus dlouhyi (Weber, 1985)
- Hypostomus eptingi (Fowler, 1941)
- Hypostomus ericae Carvalho & Weber, 2005
- Hypostomus ericius Armbruster, 2003
- Hypostomus faveolus Zawadzki, Birindelli & Lima, 2008
- Hypostomus fluviatilis (Schubart, 1964)
- Hypostomus fonchii Weber & Montoya-Burgos, 2002
- Hypostomus francisci (Lütken, 1874)
- Hypostomus garmani (Regan, 1904)
- Hypostomus goyazensis (Regan, 1908)
- Hypostomus gymnorhynchus (Norman, 1926)
- Hypostomus hemicochliodon Armbruster, 2003
- Hypostomus hemiurus (Eigenmann, 1912)
- Hypostomus heraldoi Zawadzki, Weber & Pavanelli, 2008
- Hypostomus hermanni (Ihering, 1905)
- Hypostomus hondae (Regan, 1912)
- Hypostomus hoplonites Rapp Py-Daniel, 1988
- Hypostomus iheringii (Regan, 1908)
- Hypostomus interruptus (Miranda-Ribeiro, 1918)
- Hypostomus isbrueckeri Dos Reis, Weber & Malabarba, 1990
- Hypostomus itacua Valenciennes, 1836
- Hypostomus jaguribensis (Fowler, 1915)
- Hypostomus johnii (Steindachner, 1877)
- Hypostomus kopeyaka Carvalho, Lima & Zawadzki, 2010
- Hypostomus laplatae (Eigenmann, 1907)
- Hypostomus latifrons Weber, 1986
- Hypostomus latirostris (Regan, 1904)
- Hypostomus levis (Pearson, 1924)
- Hypostomus lexi (Ihering, 1911)
- Hypostomus lima (Lütken, 1874)
- Hypostomus limosus (Eigenmann & Eigenmann, 1888)
- Hypostomus longiradiatus (Holly, 1929)
- Hypostomus luetkeni (Steindachner, 1877)
- Hypostomus luteomaculatus (Devincenzi, 1942)
- Hypostomus luteus (Godoy, 1980)
- Hypostomus macrophthalmus Boeseman, 1968
- Hypostomus macrops (Eigenmann & Eigenmann, 1888)
- Hypostomus macushi Armbruster & De Souza, 2005
- Hypostomus margaritifer (Regan, 1908)
- Hypostomus meleagris (Marini, Nichols & La Monte, 1933)
- Hypostomus micromaculatus Boeseman, 1968
- Hypostomus microstomus Weber, 1987
- Hypostomus multidens Jerep, Shibatta & Zawadzki, 2007
- Hypostomus mutucae Knaack, 1999
- Hypostomus myersi (Gosline, 1947)
- Hypostomus nematopterus Isbrücker & Nijssen, 1984
- Hypostomus niceforoi (Fowler, 1943)
- Hypostomus nickeriensis Boeseman, 1969
- Hypostomus niger (Marini, Nichols & La Monte, 1933)
- Hypostomus nigromaculatus (Schubart, 1964)
- Hypostomus nudiventris (Fowler, 1941)
- Hypostomus obtusirostris (Steindachner, 1907)
- Hypostomus occidentalis Boeseman, 1968
- Hypostomus oculeus (Fowler, 1943)
- Hypostomus pagei Armbruster, 2003
- Hypostomus pantherinus Kner, 1854
- Hypostomus papariae (Fowler, 1941)
- Hypostomus paranensis Weyenbergh, 1877
- Hypostomus paucimaculatus Boeseman, 1968
- Hypostomus paucipunctatus Carvalho & Weber, 2005
- Hypostomus paulinus (Ihering, 1905)
- Hypostomus peckoltoides Zawadzki, Weber & Pavanelli, 2010
- Hypostomus piratatu Weber, 1986
- Hypostomus plecostomoides (Eigenmann, 1922)
- Hypostomus plecostomus (Linnaeus, 1758)
- Hypostomus pospisili (Schultz, 1944)
- Hypostomus pseudohemiurus Boeseman, 1968
- Hypostomus punctatus Valenciennes, 1840
- Hypostomus pusarum (Starks, 1913)
- Hypostomus pyrineusi (Miranda-Ribeiro, 1920)
- Hypostomus regani (Ihering, 1905)
- Hypostomus rhantos Armbruster, Tansey & Lujan, 2007
- Hypostomus robinii Valenciennes, 1840 (Teta)
- Hypostomus rondoni (Miranda-Ribeiro, 1912)
- Hypostomus roseopunctatus Dos Reis, Weber & Malabarba, 1990
- Hypostomus saramaccensis Boeseman, 1968
- Hypostomus scabriceps (Eigenmann & Eigenmann, 1888)
- Hypostomus scaphyceps (Nichols, 1919)
- Hypostomus sculpodon Armbruster, 2003
- Hypostomus seminudus (Eigenmann & Eigenmann, 1888)
- Hypostomus simios Carvalho & Weber, 2005
- Hypostomus sipaliwinii Boeseman, 1968
- Hypostomus soniae Carvalho & Weber, 2005
- Hypostomus strigaticeps (Regan, 1908)
- Hypostomus subcarinatus Castelnau, 1855
- Hypostomus surinamensis Boeseman, 1968
- Hypostomus tapanahoniensis Boeseman, 1969
- Hypostomus taphorni (Lilyestrom, 1984)
- Hypostomus tapijara Oyakawa, Akama & Zanata, 2005
- Hypostomus ternetzi (Boulenger, 1895)
- Hypostomus tietensis (Ihering, 1905)
- Hypostomus topavae (Godoy, 1969)
- Hypostomus unae (Steindachner, 1878)
- Hypostomus uruguayensis Dos Reis, Weber & Malabarba, 1990
- Hypostomus vaillanti (Steindachner, 1877)
- Hypostomus variipictus (Ihering, 1911)
- Hypostomus varimaculosus (Fowler, 1945)
- Hypostomus variostictus (Miranda-Ribeiro, 1912)
- Hypostomus ventromaculatus Boeseman, 1968
- Hypostomus vermicularis (Eigenmann & Eigenmann, 1888)
- Hypostomus waiampi Carvalho & Weber, 2005
- Hypostomus watwata Hancock, 1828
- Hypostomus weberi Carvalho, Lima & Zawadzki, 2010
- Hypostomus winzi (Fowler, 1945)
- Hypostomus wuchereri (Günther, 1864)